# Театры Башкортостана
Театры Башкортостана — театры, расположенные в Республике Башкортостан.

## История
Первый драматический спектакль в Уфе — «Пан Бронислав», был сыгран в 1772 году польскими ссыльными. После постройки в Уфе к 1861 году первого театрального здания, в городе был открыт русский драматический театр. Постоянной труппы в театре не было и в здании театра подолгу гастролировали московские и петербургские театры.
В XIX веке в Башкортостане были только самодеятельные театры. Первый профессиональный театр открылся в 1919 году. Это был нынешний Башкирский академический театр драмы имени Мажита Гафури. Из самодеятельного театра (Аургазинского колхозно-совхозного театра села Толбазы БАССР, 1931 г.) вырос Салаватский государственный башкирский драматический театр.
Сибайский башкирский государственный театр им. А. Мубарякова — второй в республике профессиональный башкирский театр был создан в 1931 году.
В Башкортостане в 1919—1924 годах сложилась своя театральная система — система Иманского, впитавшая в себя особенности башкирских национальных обрядов, праздников, игр, танцев. Поддержку театрам в Башкортостане оказало открытие в 1926 году театрального отделения Техникума искусств в Уфе. Башкирский театр имел теперь постоянный источник квалифицированных кадров. Появилась к этому времени и башкирская драматургия, представленная именами Г. Ниязбаева, Д. Юлтыя, Х. Ибрагимова, Х. Габитова, М. Бурангулова, М. Файзи, Н. Тагирова и др.
В 30-е годы в Башкирской АССР получили распространение колхозно-совхозные театры. В Башкортостане эти театры организовывались из любительских драматических кружков: Баймакский (1932), Аургазинский, Дюртюлинский (1933), Кигинский, Чекмагушевский (1934), Балтачевский, Белебеевский, Бижбулякский (1935), Давлекановский, Янаульский (1936); Бураевский (1942), Учалинский (1943), Юмагузинский (1948) и др. Репертуар составляли изменённые или сокращённые варианты постановок Башкирского театра драмы и Русского драматического театра. В 50-х годах колхозно-совхозные театры прекратили своё существование, преобразовавшись в государственные театры Башкирской АССР.
В начале 30-х годов областная партийная организация приняла меры на искоренение национального своеобразия театральной культуры в Башкирской АССР. В 1931 году была принята «Резолюция о развитии башкирского национального театра». Этим документом было положено начало пролетарской классовой линии в театрах Башкортостана. В 1937—1938 и 1946—1948 годах был репрессирован ряд театральных деятелей республики.
В 1938 году открылся Башкирский государственный театр оперы и балета. Первых артистов театра готовили в Москве.
В 1946 году Белорецкий драматический театр гастролировал в городе Стерлитамаке. В это же время вышло постановления СНК БАССР № 97 от 05.02.1946 г. о закреплении этого театра на постоянную работу в г. Стерлитамак и в дальнейшем переименовании в «Стерлитамакский драматический театр».
В 1986 году был учрежден Союз театральных деятелей Башкирской АССР — творческая организация работников театра республики, центр профессиональной, правовой, социально-бытовой взаимопомощи своим членам.

## Современность
В настоящее время театры Башкортостана представлены башкирскими, татарскими и русскими драматическими театрами, а также молодёжными, музыкальными и кукольными театрами:
- Башкирский академический театр драмы имени Мажита Гафури
- Башкирский государственный театр оперы и балета
- Башкирский государственный театр кукол
- Русский академический театр драмы Башкортостана
- Уфимский государственный татарский театр «Нур»
- Национальный молодёжный театр республики Башкортостан имени Мустая Карима
- Салаватский  государственный башкирский драматический театр
- Сибайский государственный башкирский театр драмы имени Арслана Мубарякова
- Сибайский государственный детский театр «Сулпан»
- Стерлитамакский башкирский драматический театр
- Стерлитамакский русский драматический театр
- Кигинский башкирский народный театр имени Г. Мингажева
- Театр-студия «Дефицит» (г. Белорецк)
- Театр-студия «Бенефис» (г. Стерлитамак)
- Туймазинский государственный татарский драматический театр

## Фотогалерея
|                                                                          |                                   |                                 |                                                |                                            |
| Башкирский государственный академический театр драмы имени Мажита Гафури | Русский академический театр драмы | Башкирский театр оперы и балета | Уфимский государственный татарский театр «Нур» | Салаватский башкирский драматический театр |

## Учебные заведения
Театральные кадры готовят в учебных заведениях Башкортостана:
- Уфимская государственная академия искусств имени Загира Исмагилова
- Уфимское училище искусств
- Башкирский государственный хореографический колледж имени Рудольфа Нуреева